# Trachys fragariae
Trachys fragariae es una especie de escarabajo del género Trachys, familia Buprestidae. Fue descrita científicamente por Brisout de Barneville en 1874.
Se distribuye por el sur de Francia, Alemania y Ucrania. Las plantas hospedadoras son Rosaceae y Oligophagous. Las larvas prefieren plantas con dificultades pata establecerse en sitios y áreas secas y calurosas.